# Polikarpov R-Z
El Polikarpov R-Z fue un bombardero ligero soviético de la década de 1930, diseñado por Polikarpov sobre la base de los modelos Polikarpov R-5 y R-5 SCH. Tuvo una intervención destacada tanto durante la guerra civil española, como también durante las Guerras fronterizas soviético-japonesas y la Guerra de Invierno.

## Diseño
Conocido también como R-Zet, el Polikarpov R-Z fue el último miembro de la familia R-5 e incorporaba un nuevo fuselaje de mayor sección y la disposición de la tripulación completamente revisada. La cabina del piloto quedaba semicerrada mediante paneles laterales transparentes plegables y, excepto cuando hacía uso de su ametralladora móvil de 7,62 mm, el observador se acomodaba bajo una cubierta que comprendía una sección fija y otra deslizable. El tren de aterrizaje, los empenajes verticales y el plano superior habían sido reformados y la planta motriz consistía en un motor Mikulin M-34N más potente. Su diseño había comenzado en 1933 y el prototipo voló por primera vez en enero de 1935. Su producción terminó en la primavera de 1937, tras haberse montado un total de 1031 ejemplares.

## Historia operacional

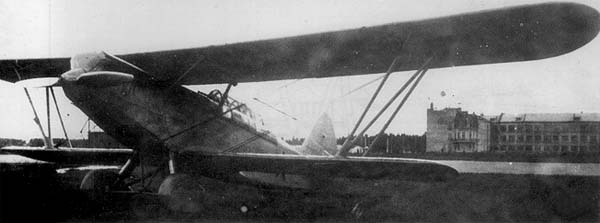
Polikarpov R-Z soviético hacia 1935.

Al igual que su predecesor el Polikarpov R-5, un gran número de ejemplares del R-Z sirvieron tanto en las Fuerzas Aéreas Soviéticas como en la compañía Aeroflot.
Participó en la guerra civil española en el bando republicano bajo el nombre de "Natacha", donde las Fuerzas Aéreas de la República Española recibieron 93 ejemplares a partir de 1937. En España destacaron por sus buenas prestaciones y disponibilidad operativa. El R-Z solía operar a baja cota en formaciones muy cerradas, consiguiendo que el fuego defensivo de las ametralladoras traseras ShKAS (cuya cadencia de tiro era de 1800 disparos por minuto) ahuyentase en más de una ocasión a los cazas enemigos; tras lanzar su carga de 400 kg de bombas (ocho de 50 kg), los R-Z solían volver a sus bases individualmente y a baja cota. A pesar de que las pérdidas de "Natacha" fueron elevadas durante las últimas campañas de la contienda, un total de 36 aparatos fueron capturados al final de la guerra en abril de 1939, y estuvieron destinados en el Marruecos español durante la posguerra. Otra escuadrilla escapó con destino a Argelia.
En Extremo Oriente aún intervino en gran número durante las guerras fronterizas soviético-japonesas, especialmente durante la Batalla de Jaljin Gol en 1939; a finales de ese mismo año también participó durante la Guerra de Invierno contra Finlandia. Aunque obsoleto, el R-Z se hallaba aún en servicio cuando se produjo la invasión alemana (junio de 1941), siendo pronto reemplazado por el monoplano de ataque al suelo Ilyushin Il-2 Shturmovik, aunque algunos siguieron prestando servicio algún tiempo más en escuadrillas de bombarderos ligeros.

## Variantes
R-Z
Bombardero de reconocimiento de producción principal. Propulsado por un motor M-34N.
R-ZSh
Un prototipo Shturmovik, con cuatro ametralladoras ShKAS KM-35 adicionales en el plano inferior.
P-Z
Utilizado inicialmente por Aeroflot en 1936, este transporte postal, con capacidad opcional para dos pasajeros sentados cara a cara, estaba dotado con contenedores para carga o sacas postales adicionales; estaba propulsado por un motor M-34NB de 820 hp y algunos fueron utilizados hasta el fin de la II Guerra Mundial; algunos eran conversiones y otros fueron construidos de primera mano.
PT
Prototipo de transporte, cuyo desarrollo se abandonó a causa de sus malas características de vuelo.
R-ZR
Conversión monoplana para consecución de récords; estableció el 8 de mayo de 1937 una marca de altura, alcanzando los 11 000 m.

## Operadores
Estado español
- Ejército del Aire

 República Española
- Fuerzas Aéreas de la República Española

 Unión Soviética
- Aeroflot
- Fuerzas Aéreas Soviéticas

## Especificaciones (R-Z)

### Características generales
- Tripulación: Dos
- Longitud: 9,7 m (31,9 ft)
- Envergadura: 15,5 m (50,9 ft)
- Altura: 3,6 m (11,8 ft)
- Superficie alar: 42,5 m² (457,9 ft²)
- Peso vacío: 2230 kg (4914,9 lb)
- Peso máximo al despegue: 3500 kg (7714 lb)
- Planta motriz: 1× motor lineal V12 refrigerado por líquido MikulinM-34N.
  - Potencia: 615 kW (848 HP; 836 CV)

### Rendimiento
- Velocidad máxima operativa (Vno): 290 km/h (180 MPH; 157 kt)
- Alcance: 1000 km (540 nmi; 621 mi)
- Radio de acción: km
- Alcance en combate: km
- Alcance en ferry: km
- Techo de vuelo: 8700 m (28 543 ft)

### Armamento
- Ametralladoras: 

  - 2x o 3x PV-1 o ShKAS KM-36 de 7,62 mm
- Puntos de anclaje: 8 con una capacidad de 400 kg, para cargar una combinación de:  
  - Bombas: 8 de 50 kg en afustes subalares

## Aeronaves relacionadas

### Desarrollos relacionados
- Polikarpov R-5

### Aeronaves similares
- Heinkel He 45
- Heinkel He 46
- Curtiss Falcon
- Hawker Hart

### Secuencias de designación
- Secuencia R-_ (aeronaves de Reconocimiento/Ataque de Polikarpov): ← R-4 - R-5 - SSS - R-Z - Ivanov
- Secuencia P-_ (aeronaves comerciales de Polikarpov): PM-1 - P-5 - P-Z - BDP - MP
- Secuencia R-_ (aeronaves soviéticas de exploración, 1923-1940): R-Z
- Secuencia Numérica (Aeronaves del Ejército del Aire español, 1939-1945): ← 16 - 16W - 17 - 17W - 18 - 19 - 20W →
- Secuencia R._ (Aeronaves de Reconocimiento del Ejército del Aire español, 1945-1954): ← R.2 - R.3 - R.4 - R.5 - R.6 - R.7